# 拉鲁伊
拉鲁伊（法語：Larouillies，法語發音：[laʁuji]）是法国上法蘭西大區北部省的一个市镇，属于埃尔普河畔阿韦讷区。

## 地理
拉鲁伊（50°2'2"N, 3°55'30"E）面积5.4 平方千米，位于法国上法蘭西大區北部省，该省份为法国最北部的省份及最长的省份，西北濒北海，西接加来海峡省，南至埃纳省和索姆省，东与比利时接壤。
与拉鲁伊接壤的市镇（或旧市镇、城区）包括：拉弗拉芒格里、埃特兰、弗卢瓦永。

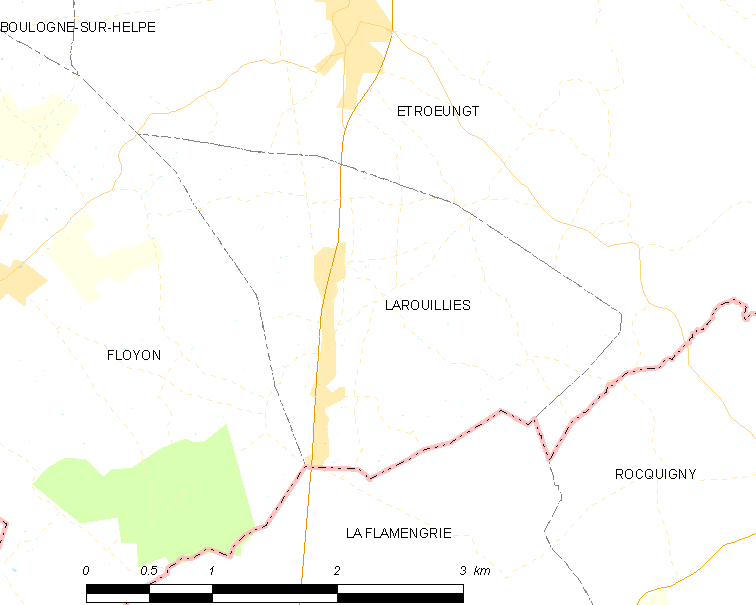
拉鲁伊的OSM定位图

拉鲁伊的时区为UTC+01:00、UTC+02:00（夏令时）。

## 行政
拉鲁伊的邮政编码为59219，INSEE市镇编码为59333。

## 政治
拉鲁伊所属的省级选区为埃尔普河畔阿韦讷县。

## 人口

1962-2008年间拉鲁伊人口变化图示

拉鲁伊于2022年1月1日时的人口数量为239人。